# Morro da Mineira
O Morro da Mineira é uma favela localizada no bairro do Catumbi, próximo à região central do Rio de Janeiro, a quinhentos metros do Sambódromo na Praça da Apoteose. O Morro da Mineira é uma elevação composta de casas simples habitadas por uma população de gente simples. Esse local é controlado pelo TCP (Terceiro Comando Puro) e por vezes marcado por casos de violência advinda principalmente pelo trafico de drogas e os constantes conflitos com as forças policiais, mas também pela vida simples de gente trabalhadora e pessoas de bem.
A origem do morro remonta os meados do século XX, quando pessoas ocuparam o lugar em busca de um lugar próximo ao centro da cidade, mas atendesse a condição social dos menos privilegiados.

## História
O nome “Morro da Mineira” foi uma homenagem a uma ilustre moradora. Seu nome era Maria da Silva Dias César, uma pessoa de personalidade forte que veio de Minas Gerais por volta da década de 1950 à procura de melhores condições de vida.
Maria era filha de um português da Ilha da Madeira, Manoel da Silva Dias e Felizbina de Azevedo Dias e tinha oito irmãos Adelina, João Isaque e Daniel (Rio de Janeiro), Pedro (Manhumirim MG), Azenate, conhecida como Zizi e Dorcas (Itaboraí RJ), Alzira (Alto Caparaó MG).
Muito cedo mudou-se para Minas Gerais, especificamente para os municípios de Alto Jequitibá e Manhumirim, onde casou-se com Laudelino César e tiveram seis filhos, Dario, Enéias, Ciro, Leone, Dedier e Aluizio. Em Minas Gerais passaram por grandes dificuldades morando numa região rural e com pouquíssimos recursos, o que fez com que mudassem para o Rio de Janeiro, justamente para o atual Morro da Mineira, a procura de melhores condições de vida.
Ainda quando morava em Minas, vivendo numa época de grandes dificuldades, numa época em que poucos tinham acesso a um médico, Maria foi levada, a aprender o ofício de parteira. Exercendo essa profissão, Maria se tornou muito conhecida e respeitada por toda a comunidade onde morava, sendo carinhosamente chamada de dona “Mineira”. Por suas mãos nasceram muitas crianças cujos pais não possuíam condições de acesso a hospitais. Ela sempre atendia a todos de muito bom grado com muita disposição e eficiência.
A Mineira faleceu na década de 1980 e foi sepultada no cemitério de São Francisco de Paula no Catumbi próximo à sua residência. Essa grande benfeitora soube fazer a diferença por onde passou, deixando profundas marcas em todos que a conheceram, sendo justamente homenageada com o nome do morro, o Morro da Mineira.
Esse Morro que por muitas vezes frequenta as páginas policiais dos jornais, tem no seu nome e nas suas origens, a marca de gente que deixou muitas saudades e lembranças e, que por isso, faz parte da história do Rio de Janeiro.